# Club Atlético Bastilla
El Club Atlético Bastilla es un club deportivo, del distrito de San Borja Club Deportivo Oyón en Lima, Perú. Fue fundado el 14 de julio de 2015  y participa en la Copa Perú.

## Historia

### Fundación
El origen del club se remonta a un partido entre Universitario y Fiorentina por la Copa Euroamericana 2014. Dos amigos amantes del fútbol, Guido Bravo y Diego Simón, coincidieron en que la forma más efectiva de transformar el fútbol peruano y la sociedad es fundando su propio club. Se reunieron con otros nueve amigos también vinculados al fútbol (Claudia Ballón, Daniel Graña, Diego Alonso Sáenz, Edgar Erazo, Jean-Pierre Dubreuil, Jonathan Strauss, Juan Carlos Vizcarra, Renzo Vinatea y Ricardo Ampuero) y decidieron fundar su propio club. Tras desechar varias alternativas, los fundadores decidieron bautizar al equipo como Club Atlético Bastilla mientras se encontraban cenando en un chifa de la avenida Pedro Venturo de Santiago de Surco, Lima. Guido Bravo fue elegido como primer presidente y Ricardo Ampuero como gerente general. 
El nombre hace homenaje a la Toma de la Bastilla, evento que originó la Revolución francesa. El club ha impulsado desde su aparición una campaña denominada Revolución Bastilla. El fin de esta campaña es una revolución deportiva, social y educativa en el Perú. Pese a la corta existencia del club, Bastilla ha logrado tener repercusión tanto en medios nacionales como internacionales.
Días después de su fundación, el equipo se afilió a la Liga Distrital de San Borja. Al año siguiente ascendió a la Primera distrital donde participó hasta 2018.

## Uniforme
- Uniforme titular: Camiseta negra, pantalón blanco y medias negras.
- Uniforme altenativo: Camiseta blanca, pantalón negro y medias blancas.

| Titular | Alternativo |